# Ghorabiye
La ghorabiye o qurabiyə (azerí: قرابیه qurabiyə , persa: قرابیه, turco: kurabiye) es una galleta azerí iraní de la ciudad de Tabriz, capital de la provincia iraní de Azerbaiyán Oriental. Se hace con harina de almendra, azúcar, clara de huevo, vainilla, margarina y pistacho. Se sirve con té, siendo costumbre ponerla encima de la taza para ablandarla antes de comer.

## Galería

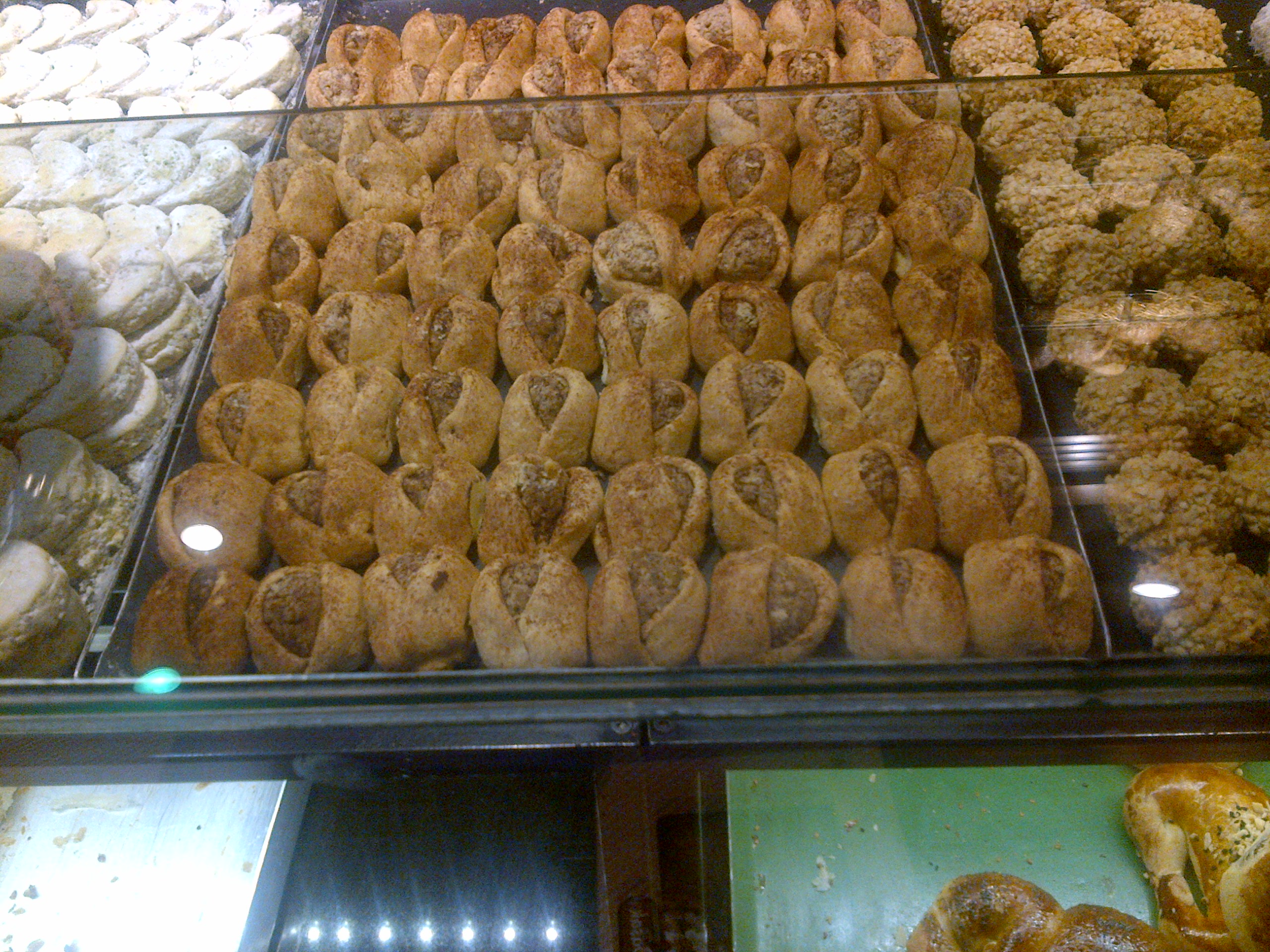
Variedades de "kurabiye" en una panadería de Turquía. Los del centro son "Tahinli-cevizli", o sea con tahina y nueces
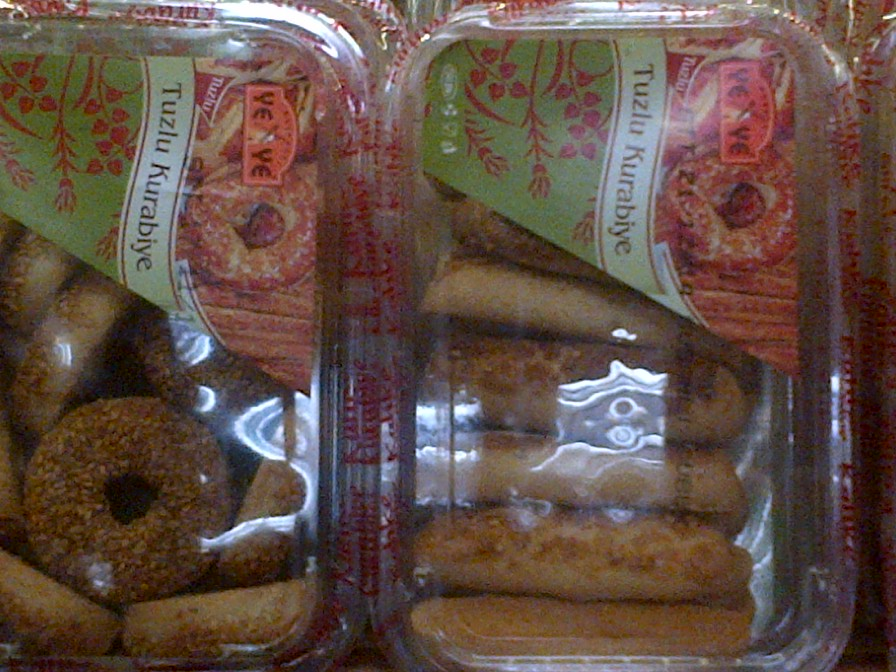
Variedades de kurabiye salados de la industria alimentaria turca
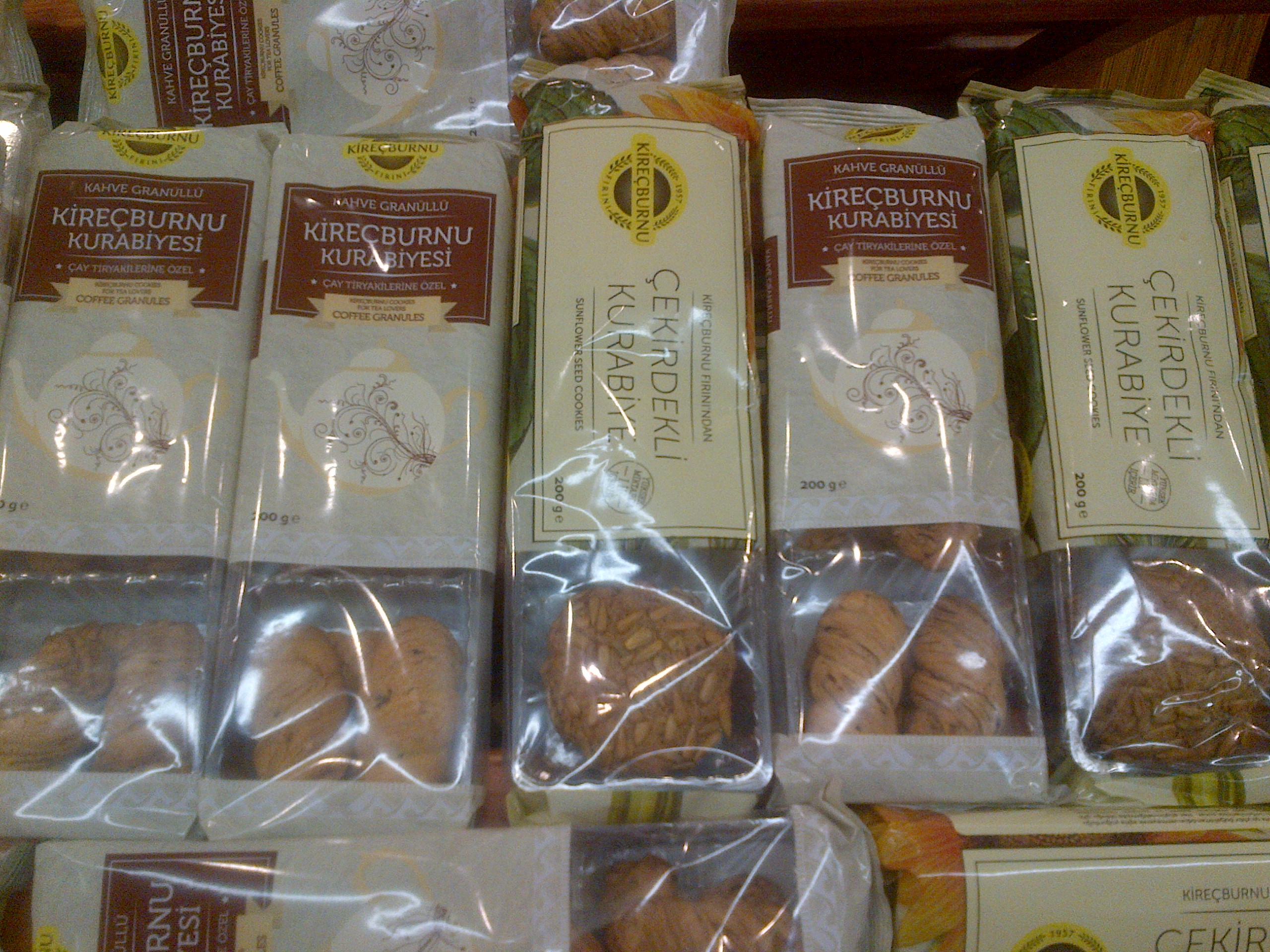
Variedades de kurabiye turcos en venta en un supermercado de Ankara, Turquía.